# Giuseppe Becce
Giuseppe Becce (3 de febrero de 1877 – 5 de octubre de 1973) fue un compositor italiano que contribuyó a la elaboración de manuales musicales y composición de partituras para la musicalización del cine mudo a principios del siglo XX.

## Biografía
Becce nació en Lonigo, Vicenza, una ciudad ubicada en el noroeste de Italia. Desde temprana edad, demostró tener talento para la música. Asistió al Conservatorio de Padua donde se formó para tocar la flauta y el violonchelo; al mismo tiempo estudió filología y geografía. Desde muy joven, fue nombrado director de la orquesta musical estudiantil de la universidad.     
En 1900, se trasladó a Berlín para continuar sus estudios de geografía, aunque al poco tiempo decidió concentrarse en continuar su educación musical. Posteriormente estudió composición musical, siendo alumno de los maestros Arthur Nikisch, Leopold Schimid y Ferruccio Busoni. Dentro de sus primeros trabajos operísticos destacan la opereta Das Bett der Pompadour (1910) y la ópera Tulia (1912).  
En 1910, se casó con la escritora Emma Woop. En algunas biografías escritas acerca de Becce, se comenta que también escribió novelas de detectives y de guerra en esta misma década, algunas bajo el seudónimo de "Peter Becker”.
Becce murió a la edad de 96 años en Berlín y fue enterrado en el cementerio Wilmersdorf de la misma ciudad.

## Música en el cine mudo
Para 1913, Becce fue invitado por el productor Oskar Messter y el director de cine alemán Carl Froelich, para interpretar el papel principal y componer la música de la película biográfica Richard Wagner (1913), siendo un filme destacado para la época en Alemania, producido por la casa productora alemana de Messter Film. El investigador Ennio Simeon en su artículo Giuseppe Becce and Richard Wagner: Paradoxes of the First German Film Score, comparte que la partitura original está basada en temas de música preexistente de óperas del mismo Wagner, la elección de música de compositores como Haydn, Mozart y Beethoven y música original del mismo Becce, “constituyendo el comienzo de la música de cine alemán, un fenómeno único que se desvía significativamente en los desarrollos posteriores de la práctica musical en el cine.”  La película fue estrenada el 31 de mayo de 1913 en el Union Theatre de Berlín en la Bavaria House.   
La realización de esta partitura, permitió a Becce seguir desarrollando su trabajo de composición musical en el cine como un “ilustrador musical de imágenes”, especialmente para el cine alemán. De 1915 a 1923, fue director de la orquesta del cine Mozart´s Hall de Berlín. Después de la Primera Guerra Mundial, fue nombrado para dirigir el departamento de música de Decla-Bioscop AG y director en jefe de su orquesta de cine, para luego convertirse en la orquesta de Universum Film AG (UFA).      

## Publicaciones musicales
Giuseppe Becce, escribió sus ideas musicales para el acompañamiento musical de películas mudas, conformando uno de los manuales que sería un referente para la musicalización y posteriormente para la investigación de esta época. Entre 1919 y 1929 publicó en la editorial musical Schlesinger Buchhandlung en Alemania los volúmenes de Kinobibliothek, también conocidos como Kinothek, siendo una colección de piezas compiladas con temas musicales originales y selección de compositores clásicos para piano solo y algunos arreglos para orquesta, adecuadas al estado de ánimo que pudiera ser efectiva para la escena. Incentivado en 1925, participó en el concurso que el editor de la casa alemana de Magdebur, Verlag de Heinrichshofen, realizó con el fin de alentar a músicos para componer partituras originales dedicadas al cine, en el cual se les pidió que compusieran piezas relacionadas con ciertos estados emocionales. Los ganadores obtendrían la publicación de una colección musical.
El desarrollo de la Kinothek, mostró una forma de compilar música para cine mudo, permitiendo que el pianista pudiera recurrir a los títulos programáticos de la Kinothek, adaptando o modificando la música correspondiente a la película. El investigador y musicólogo James Wierzbick escribe en su libro Film Music: A History que los 12 volúmenes de esta enciclopedia contenían un total de 81 piezas para piano solo, en su mayoría piezas originales por Becce y otras extraídas de la selección del repertorio clásico. Estas piezas estaban clasificadas por palabras que representaban un estado de ánimo o carácter; estas partituras ofrecen explicaciones sobre la acción en la pantalla y consejos sobre el volumen y el tempo de la música.
Trabajó también en diversas salas de cine como director de orquesta, entre ellas la Ufa-Pavillon am Nollendorfplatz (1921), la Tauentzien-Palast (1923) y la Gloria Palast (1926). En este puesto trabajó con los directores famosos de la era del cine mudo alemán como Fritz Lang, Friedrich Wilhelm Murnau, Georg Wilhelm Pabst, Ernst Lubitsch, Ludwig Berger, Joe May y Berthold Viertel; arregló y compuso música para sus películas. En 1921, Becce fue el editor del Kinomusikblatt, que en 1926 pasó a llamarse Film-Ton-Kunst, una revista para la ilustración musical artística de la fotografía.
En 1927, en colaboración con Hans Erdmann y Ludwing Brav publicaron dos volúmenes llamados Allegemeines Handbuch der Filmmusik, un manual de música que contiene 3,050 composiciones categorizadas con tempo/afecto, permitiendo acompañar la película en estilo y con motivos generalizados de temas originales y de compositores clásicos.       
Con la llegada del cine sonoro, trabajó en películas que cubrían temas de ópera u opereta. Trabajó con Leni Riefenstahl, Luis Trenker y Harald Reinl cuyos filmes fueron compuestas por Becce. Fue un compositor prolífico proporcionando música para películas durante más de cuatro décadas; comúnmente mezclaba sus propias composiciones con creaciones de otros compositores.      
Becce se quedó sin hogar después del bombardeo de Berlín en la Segunda Guerra Mundial, y desde 1942 en adelante vivió en el Tirol del Sur antes de regresar a Berlín después de la guerra. A partir de 1949 retoma su labor como compositor cinematográfico.      

## Patrimonio y resguardo de su obra
Los Kinotheken fueron recibidos con entusiasmo en Alemania en la época del cine mudo. Actualmente, son parte del patrimonio cultural del cine y del archivo alemán. Algunas de las obras de Giuseppe Becce e información acerca de su música está resguardada en el DFF (Deutsches Filminstitut Filmmuseum), estos materiales son frecuentemente solicitados por investigadores y musicólogos de diversas partes del mundo para realizar investigación acerca de la práctica musical del cine de los primeros tiempos. También cuenta con varias bandas sonoras de la época del cine mudo alemán, principalmente de Giuseppe Becce y Wolfgang Zeller. La mayoría de sus partituras se refieren al periodo de largometrajes que compuso de 1931 a 1968.

## Premio
En 1962, recibió el premio de la Orden del Mérito de la República Federal de Alemania y en 1971 la Cinta de Oro.